# 87-я стрелковая дивизия (2-го формирования)
Не следует путать с 87-й гвардейской стрелковой дивизией
87-я стрелковая дивизия 2-го формирования (87-я сд) – воинское соединение Вооружённых Сил СССР, принимавшее участие в Великой Отечественной войне.

## История формирования
Дивизия была сформирована в ноябре 1941 года в Курской области на базе 3-го воздушно-десантного корпуса, который в это время вёл бои в районе города Тим. Командиром дивизии был назначен командир 5-й воздушно-десантной бригады — Герой Советского Союза полковник А. И. Родимцев. Воздушно-десантные бригады были переформированы в стрелковые полки: 5-я вдбр — в 16-й сп, 6-я вдбр — в 96-й сп, 212-я вдбр — в 283-й сп. В середине декабря в состав дивизии влились вновь сформированный 197-й артиллерийский полк и 11-й сапёрный батальон, получили значительное подкрепление стрелковые полки.

## Участие в боевых действиях
Период вхождения в действующую армию: 20 ноября 1941 – 19 января 1942 года.
20 ноября 1941 года в результате отхода 6-й вдбр в направлении Черниковы Дворы, под большим нажимом превосходящих сил противника с танками, одновременно отошла и 5-я вдбр в направлении Илюшины Дворы, поэтому стык между 3-м вдк и 160-й стрелковой дивизией был открыт, что дало возможность противнику легко овладеть городом Тим. Период создавшейся сложной обстановки совпал с моментом передачи командования и переформирования 3-го вдк в 87-ю стрелковую дивизию.

…В ноябре 1941 г. 3–й воздушно–десантный корпус был переформирован в 87–ю стрелковую дивизию. Командиром дивизии был назначен полковник А. И. Родимцев. В эти же дни дивизии была поставлена боевая задача освободить от немецко–фашистских захватчиков город Тим.

Семь суток продолжались бои в городе Тим, в ходе которых десантники, как и в предыдущих сражениях, проявили беззаветную храбрость, самоотверженность, героизм…— Герой Советского Союза генерал армии Маргелов В. Ф.
21 ноября в 4.00 части дивизии ворвались на окраины города Тим, на протяжении всего дня шли ожесточённые бои на подступах города, противник подтягивая свежие силы с направлении Становое сосредотачивался в Тиме. На следующий день 22 ноября в 16.00 штурм города возобновился, к исходу дня части дивизии ворвались в восточную, юго-восточную и юго-западную окраину Тим, но после контратаки вынуждены были отойти на прежние позиции. Весь день 23 ноября, части дивизии вели ожесточённые бои с превосходящими силами противника, одновременно приводя себя в порядок. В 4.00 24 ноября дивизия снова перешла в наступление и на рассвете ворвались в город, в течение дня город пять раз переходил из рук в руки. К исходу дня, противник начал уводить уцелевшие машины из города по дороге на Становое, но отсутствие давления со стороны 160-й сд и 2-й гв. сд, позволило противнику вновь подбросить пехоту с танками. К исходу дня части дивизии вынуждены были отойти на исходный рубеж.
4 декабря немцы прорвали фронт обороны 40-й армии и, развивая успех в северо-восточном направлении, заняли Прилепы, Лисий Колодец, Кузькино и Погожее. Перед дивизией была поставлена задача закрыть прорыв, с чем она успешно справилась, отбив село Погожее.
Утром 8 декабря противник возобновил наступление на курско-касторненском направлении. Командующий 40-й армией поставил перед дивизией задачу, обеспечив прикрытие на занимаемом рубеже, перегруппироваться и пешим порядком выйти в район Серебрянка—Третьяковка—Афанасьевское, чтобы во встречном бою приостановить наступление немцев. Затем ей предстояло во взаимодействии с другими частями разгромить в населённых пунктах Ленинский и Перевалочное противостоящие силы противника и с ходу захватить Черемисиново и город Щигры.
Пройдя 40 км, дивизия смогла сосредоточиться в заданном районе лишь к вечеру 10 декабря. Утром 11 декабря она атаковала немецкие позиции и захватила два села.
Утром 22 декабря дивизия, взаимодействуя с 1-й и 2-й гвардейскими дивизиями, перешла в наступление и во второй половине дня освободила населённые пункты Перевалочное, Мармыжи, совхозы Росховец и Сухой Хутор. 24 декабря её части вели бой за сёла Ивановка, Пожидаевка, Красная Поляна, а к исходу дня 27 декабря вышли в район сёл Плаховка, Головиновка, Полевое и Петровка.
В первой половине января 1942 года дивизия занимала оборону в районе Старые Саввины — Головиновка — Михайловка. 16 января противник неожиданно перешёл в наступление, однако так и не смог прорваться сквозь позиции дивизии. 18 января ей была поставлена задача во взаимодействии с соседними частями перейти в наступление в направлении Крюково — Русаково, разгромить противостоящего противника и выйти на восточную окраину города Щигры.
19 января в ходе этих боёв 87-я стрелковая дивизия приказом народного комиссара обороны была преобразована в 13-ю гвардейскую стрелковую дивизию. Новая нумерация частям дивизии была присвоена 4 марта 1942 года.
В приказе народного комиссара обороны о присвоении дивизии гвардейского звания говорилось:

19 января 1942 года. Москва.

В многочисленных боях за нашу Советскую Родину против немецких захватчиков 87-я стрелковая дивизия показала образцы мужества, отваги, дисциплины и организованности. Ведя непрерывные бои с немецкими захватчиками, 87-я стрелковая дивизия наносила огромные потери фашистским войскам и своими сокрушительными ударами уничтожала живую силу и технику противника, беспощадно громила врага.

За проявленную отвагу в боях за Отечество с немецкими захватчиками, за стойкость, мужество, дисциплину и организованность, за героизм личного состава преобразовать 87-ю стрелковую дивизию в 13-ю гвардейскую стрелковую дивизию.

Дивизии вручить гвардейское знамя.

Всему начальствующему (высшему, старшему среднему и младшему) составу дивизии установить полуторный, а бойцам двойной оклад содержания.— Дважды Герой Советского Союза генерал-полковник Родимцев А. И.

## Состав
- 16-й стрелковый полк
- 96-й стрелковый полк
- 283-й стрелковый полк
- 197-й артиллерийский полк
- 85-й отдельный истребительно-противотанковый дивизион
- 14-й отдельный зенитный артиллерийский дивизион
- 43-й отдельный разведывательный батальон
- 11-й отдельный сапёрный батальон
- 14-й отдельный батальон связи
- 59-й медико-санитарный батальон
- 119-я отдельная рота химической защиты
- 86-й автотранспортный батальон
- 137-й полевой автохлебозавод
- 907-я полевая почтовая станция
- 403-я полевая касса Госбанка

## Подчинение
| На дату    | Фронт (округ)      | Армия      | Корпус |
| ---------- | ------------------ | ---------- | ------ |
| 01.12.1941 | Юго-Западный фронт | 40-я армия | -      |
| 01.01.1942 | Юго-Западный фронт | 40-я армия | -      |

## Командование дивизии

### Командир дивизии
- Родимцев Александр Ильич (20.11.1941 – 19.01.1942), полковник[6]

### Военные комиссары дивизии
- Чернышёв Фёдор Филиппович (20.11.1941 – 01.1942), старший батальонный комиссар
- Зубков Сергей Николаевич (01.1942 — 19.01.1942), старший батальонный комиссар

### Начальник штаба дивизии
- Борисов Владимир Александрович (20.11.1941 – 19.01.1942), подполковник